# Antic ajuntament (Vilanova de Bellpuig)
L'Antic ajuntament és una obra renaixentista de Vilanova de Bellpuig (Pla d'Urgell) protegida com a Bé Cultural d'Interès Local.

## Descripció
Casa de carreus de pedra i tres plantes: planta baixa amb porta principal d'arc de mig punt dovellat, una petita porta i una finestra, planta noble separada de la baixa per una motllura que sobresurt i tres grans finestrals iguals; planta superior amb tres portes sortides de balcó. Els balcons coincideixen amb els finestrals de la planta noble. Remata la façana una cornisa que sobresurt. La façana lateral té finestres a les plantes i està blanquejada.

## Història
Aquesta casa va estar dedicada a Ajuntament durant molts anys. Fa uns dotze anys que l'Ajuntament va ser traslladat a un antic convent de monges que hi havia a la localitat. Actualment és el local de la "Unió de Pagesos".